# Konavle
Konavle (italsky Canali nebo Valle dei Canali) je opčina ležící jihovýchodně od Dubrovniku (Chorvatsko). Zahrnuje 32 sídel s centrem v Grudě, žije zde 8577 obyvatel (2011). Spadá pod Dubrovnicko-neretvanskou župu.
Tvoří oblast mezi horou Sniježnica, Jadranem, přímořským městem Cavtat a Prevlakou, městem u hranic s Černou Horou. Kromě Cavtatu leží na pobřeží ještě vesnice Molunat, zbylých 30 vesnic leží ve vnitrozemí.
Vrch Sniježnica je s výškou 1254 metrů nad mořem nejvyšším bodem Dubrovnicko-neretvanské župy, vesnice Kuna Konavoska je s nadmořskou výškou 700 metrů nejvýše položeným sídlem v župě. Administrativním sídlem a největším sídlem opčiny je Cavtat.

## Sídla
Brotnice, Cavtat, Čilipi, Drvenik, Duba Konavoska, Dubravka, Dunave, Đurinići, Gabrili, Gruda, Jasenice, Komaji, Kuna Konavoska, Lovorno, Ljuta, Mihanići, Mikulići, Močići, Molunat, Obod, Palje Brdo, Pločice, Poljice, Popovići, Pridvorje, Radovčići, Stravča, Šilješki, Uskoplje, Vitaljina, Vodovađa, Zastolje, Zvekovica.

## Významní rodáci
- Niko Bete, zpěvák
- Tereza Kesovija, zpěvačka
- Vlaho Bukovac, malíř
- Mijo Šiša - Konavljanin, malíř a umělec
- Frano Supilo, politik